# Schloss Rydzyna

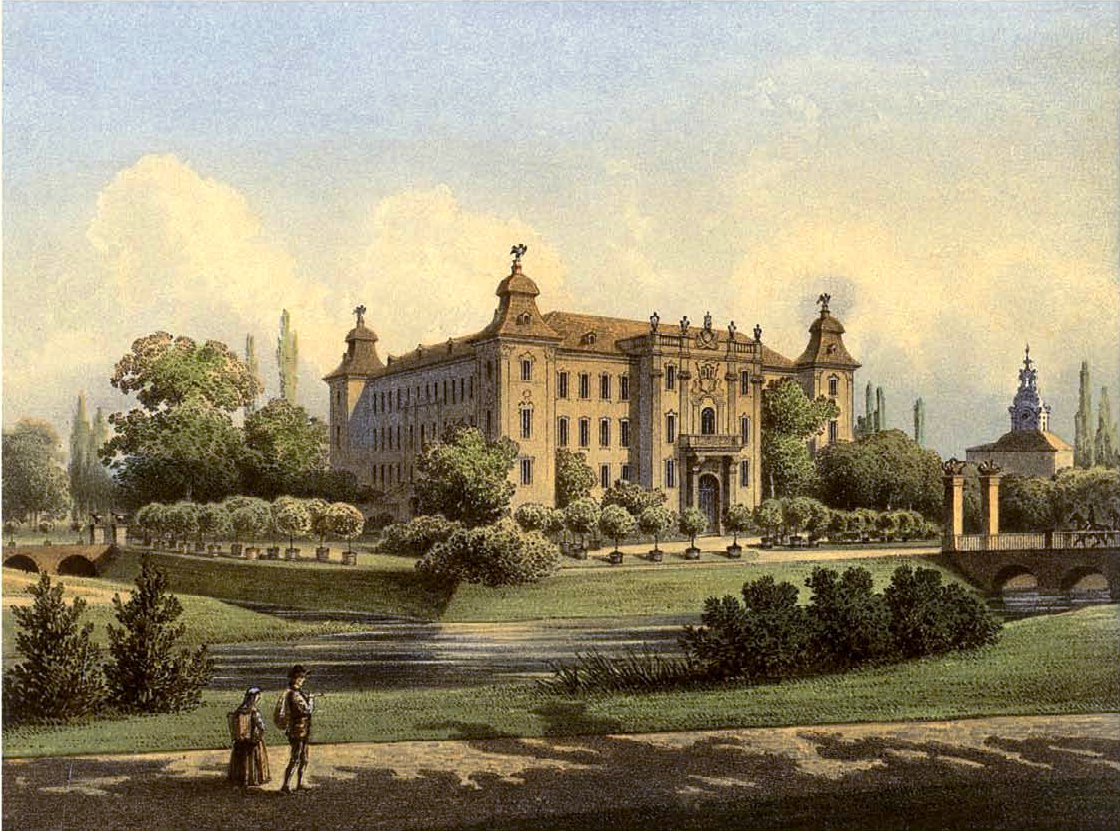
Schloss Rydzyna

Schloss Rydzyna (Powiat Leszczyński, Wojewodschaft Großpolen) steht in Rydzyna und ist seit 1970 Eigentum des Verbandes Polnischer Ingenieure und Techniker der Mechanik (Stowarzyszenie Inżynierów i Techników Mechaników Polskich – SIMP).

## Geschichte und Anlage
Das ursprünglich gotische Schloss wurde im 15. Jahrhundert auf einer künstlichen Insel als Residenz der Familie Rydzyński errichtet. Im Zeitraum 1682–1695 wurde unter Verwendung eines Teiles der alten Gemäuer eine barocke Residenz des Hochadelgeschlechts Leszczyński nach dem Entwurf des königlichen Hofarchitekten Simone Giuseppe Belotti († 1708) und Pompeo Ferrari (1660–1736) gebaut.
Es entstand ein viergeschossiges Schloss auf quadratischem Grundriss mit vier quadratischen Türmen in den Ecken, mit einem ebenfalls quadratischen Hof. Das Schloss wurde Mittelpunkt einer monumentalen axialen städtebaulichen Anlage, die vom städtischen Marktplatz durch eine geradlinige Allee und durch das Schloss weit in die Parklandschaft verläuft. Der Architekt Pompeo Ferrari schuf nach dem Vorbild der Bauten von Gian Lorenzo Bernini den Westflügel des Schlosses als Hauptpunkt der Achse. Die Innenräume wurden nach den Entwürfen von Michelangelo Palloni gestaltet.
Das Schloss wurde vom Adelsgeschlecht Sułkowski übernommen. Der schlesische Architekt Karl Martin Frantz gestaltete 1742 bis 1745 die Fassaden im Rokokostil um und errichtete neue Dächer und Turmhauben. Im umgebauten Ballsaal wurde ein Deckengemälde von Georg Wilhelm Neunhertz angebracht, mit einer Darstellung der Apotheose der Vermählung von Aleksander Józef Sułkowski mit Aleksandra Przebendowska – die olympischen Götter huldigen den verbundenen Wappen der Sułkowskis und Przebendowskis. In späteren Jahren baute Frantz einen Stall, einen Wagenschuppen und ein Hofgebäude.
Der letzte Umbau erfolgte 1785 bis 1790 unter der Leitung von Ignaz Graff. Damals wurden nach dem mutmaßlichen Entwurf von Domenico Merlini im Ballsaal korinthische Säulenpaare und Skulpturen in Zwischenräumen aufgestellt. Die Familie zog das Schloss als Residenz dem im nahen Leszno vor.
1927–1928 wurde das Schloss zum Sułkowski-Gymnasium umgebaut. Die reformpädagogische Schule wurde von der Sułkowski-Stiftung geführt.
Während des Zweiten Weltkrieges war im Gebäude eine Hitlerjugend-Schule untergebracht. 1945 brannte das Schloss vollständig aus. 1950–1965 erfolgte der Wiederaufbau bis zum Rohzustand. Nach der Übernahme 1970 vom Ingenieur- und Technikerverband wurde das Schloss sorgfältig unter der Aufsicht der Denkmalschutzbehörde rekonstruiert. Das Vorhaben wurde am 15. Mai 1994 mit dem Diplom Europa Nostra ausgezeichnet.
Das Schlossensemble wurde am 6. Februar 1965 unter Nr. 65, das Schlossgebäude am 29. April 1930 unter Nr. 52 in das Verzeichnis der Baudenkmäler der Woiwodschaft Großpolen eingetragen.

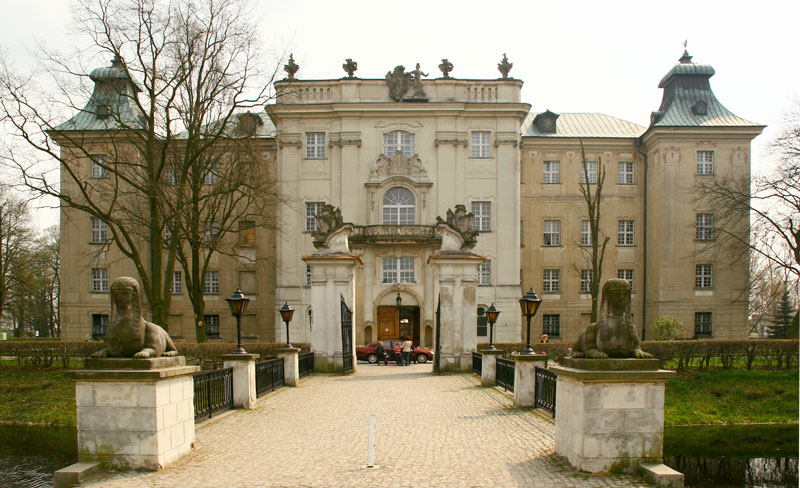
Nordfassade
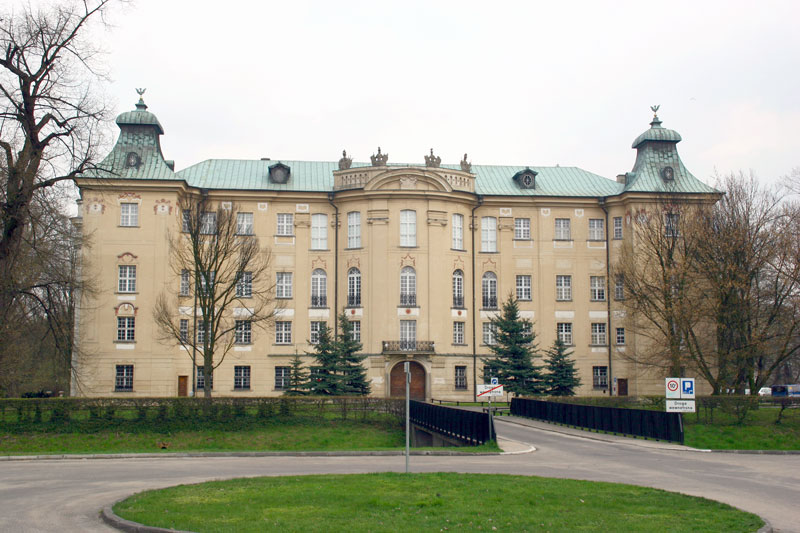
Südfassade
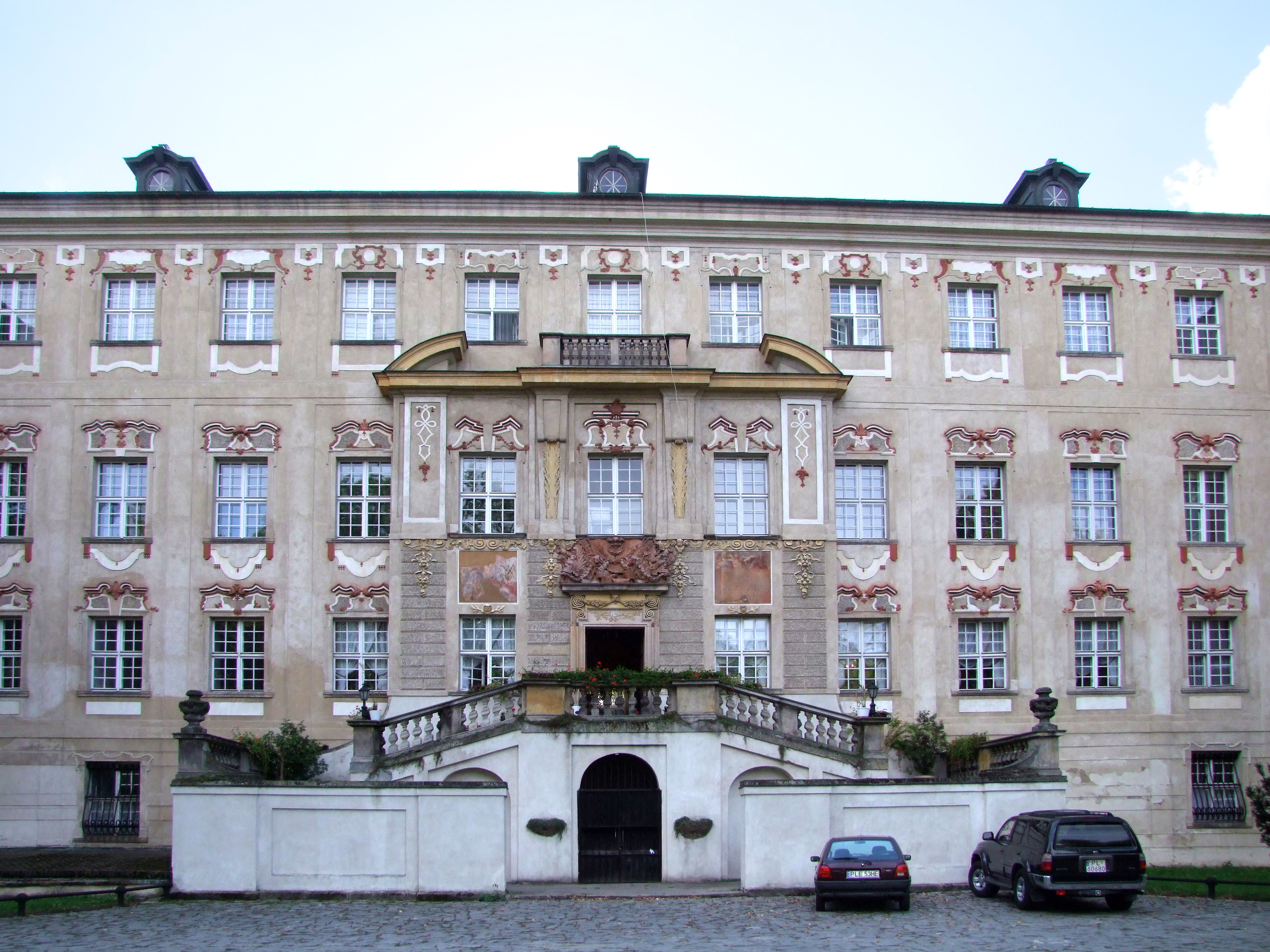
Ostfassade
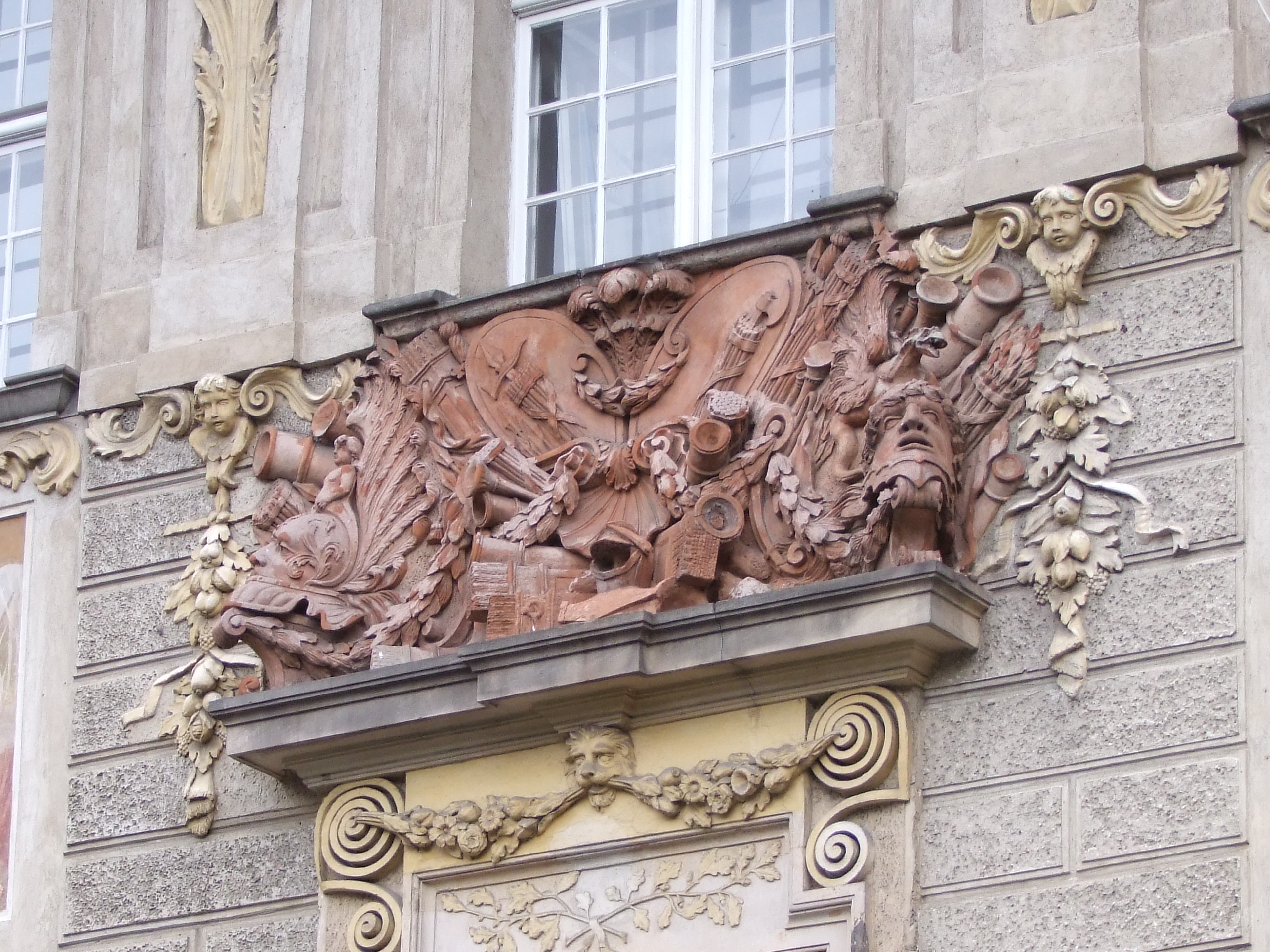
Fassadendetail